# استاروویچکی
استاروویچکی (به لاتین: Starovičky) یک منطقهٔ مسکونی در جمهوری چک است که در ناحیه برتسلاو واقع شده‌است. استاروویچکی ۸٫۵۸ کیلومتر مربع مساحت و ۸۲۲ نفر جمعیت دارد و ۱۸۸ متر بالاتر از سطح دریا واقع شده‌است.